# 애들스톤
애들스톤(영어: Addlestone)은 영국 잉글랜드 서리주 러니미드구의 중심도시로, 길퍼드로부터 약 15km, 런던으로부터 약 30km 떨어진 소도시이다.